# Lower Niumi
Lower Niumi (Schreibvariante: Lower Nuimi) ist einer von 35 Distrikten – der zweithöchsten Ebene der Verwaltungsgliederung – im westafrikanischen Staat Gambia. Es ist einer von sechs Distrikten in der North Bank Region.
Nach einer Berechnung von 2013 leben dort etwa 51.787 Einwohner, das Ergebnis der letzten veröffentlichten Volkszählung von 2003 betrug 44.491.

## Geschichte
Der Name ist von Niumi abgeleitet, einem ehemaligen kleinen Reich.
1977 wurde der Distrikt Niumi aufgeteilt, womit die heutigen Distrikte Lower und Upper Niumi entstanden.

## Geographie
Der Distrikt grenzt im Norden an Senegal, im Osten an Jokadu und im Südwesten an Upper Niumi.
In Lower Niumi liegen der Niumi National Park und der Lohen Forest Park.
Ortschaften
Die zehn größten Orte sind:
- Essau, 6640
- Barra, 5799
- Ndugu Kebbeh, 3215
- Fass, 3020
- Bakindick, 1822
- Berending, 1763
- Medina Seringe Mass, 1716
- Mbollet Ba, 1665
- Medina Daru, 1465
- Kanuma, 1332

## Bevölkerung
Nach einer Erhebung von 1993 (damalige Volkszählung) stellt die größte Bevölkerungsgruppe die der Wolof mit einem Anteil von rund drei Zehnteln, gefolgt von den Mandinka und den Serer. Die Verteilung im Detail: 24,9 % Mandinka, 15,5 % Fula, 30,7 % Wolof, 1,1 % Jola, 0,8 % Serahule, 21,7 % Serer, 0,1 % Aku, 1,6 % Manjago, 2,0 % Bambara und 1,6 % andere Ethnien.